# Commission Nationale de l’Informatique et des Libertés

Logo

Die Commission Nationale de l’Informatique et des Libertés (CNIL; deutsch Nationale Kommission für Informatik und Freiheiten) ist die nationale Datenschutzbehörde Frankreichs mit Sitz in Paris.
Die CNIL wurde durch ein Gesetz vom 6. Januar 1978 geschaffen. Sie ist eine weisungsunabhängige Verwaltungsbehörde, deren 17-köpfiges Kollegium sich aus vier Parlamentsmitgliedern, zwei Mitgliedern des Wirtschafts- und des Sozialrats, sechs Vertretern der höchsten französischen Gerichte und weiteren fünf qualifizierten Personen zusammensetzt. Die CNIL wählt ihren Präsidenten aus der Mitte ihrer Mitglieder. Den Vorsitz des CNIL hat Isabelle Falque-Pierrotin inne (2018).
Die CNIL ist zuständig für Beschwerden, gibt Empfehlungen zu Gesetzgebungsvorhaben ab und berät auch im Bereich des technischen Datenschutzes (Datensicherheit).
Sie ist Mitglied der Artikel-29-Datenschutzgruppe, in der sie durch Anne Debet vertreten wird, sowie Mitglied der Internationalen Konferenz der Beauftragten für den Datenschutz und den Schutz der Privatsphäre.